# دالي كووغان
دالي كووغان (بالإنجليزية: Dale Coogan)‏ هو لاعب كرة قاعدة أمريكي، ولد في 14 أغسطس 1930 في لوس أنجلوس في الولايات المتحدة، وتوفي في 8 مارس 1989 في ميسيون فيجو في الولايات المتحدة بسبب سرطان.

## وصلات خارجية
- دالي كووغان على موقعبيزبول رفرنس.كوم (الدوري الرئيسي) (الإنجليزية)